# Battaglia di Rudau
La battaglia di Rudau (in tedesco Schlacht bei Rudau; in lituano Rūdavos mūšis) fu una battaglia campale medievale combattuta tra i cavalieri teutonici e il Granducato di Lituania il 17 o 18 febbraio 1370 vicino al villaggio di Rudau a nord di Königsberg (oggi Melnikovo, nell'Oblast' di Kaliningrad). Secondo il cronista teutonico Wigand di Marburgo e il Chronicon Livoniae di Ermanno di Wartberge, i lituani subirono una cocente sconfitta.

## Contesto storico
I cavalieri teutonici avevano intrapreso una crociata contro i lituani di fede pagana sin dal 1283 per cristianizzare il paese. Nel corso del lunghissimo conflitto, ogni fazioni organizzò un numero molto alto di spedizioni militari, talvolta per rappresaglia. Nell'agosto del 1369, ad esempio, l'ordine bruciò un forte lituano alla foce del fiume Nevėžis e 109 persone morirono nell'incendio. Durante i negoziati di tregua, Kęstutis, fratello e principale alleato del granduca Algirdas, avvertì il maresciallo prussiano Henning Schindekop che avrebbe organizzato una rappresaglia: tale comunicazione diede il tempo ai teutonici di prepararsi per un attacco e di allestire un proprio esercito a Königsberg.

## Battaglia
Kęstutis e Algirdas guidarono il loro esercito, composto da lituani, samogiti, ruteni e tartari verso la Prussia prima di quanto prevedessero i loro avversari. I lituani assediarono e poi diedero alle fiamme la costruzione difensiva sita a Rudau. Il Gran maestro Winrich von Kniprode decise di condurre in persona il suo esercito da Königsberg per incontrare poi i lituani vicino a Rudau (nell'odierno Oblast' di Kaliningrad). Le fonti teutoniche contemporanee non forniscono dettagli sul corso della battaglia, il che è alquanto insolito: maggiori approfondimenti sono invece indicati da Jan Długosz (1415–1480), sebbene siano ignote le sue fonti.
Quel che è certo è che i lituani subirono una sconfitta: Algirdas guidò i sopravvissuti in una foresta e eresse frettolosamente delle barriere di legno, mentre Kęstutis si ritirava nel cuore della Lituania. Il maresciallo Schindekopf inseguì i baltici in ritirata, ma fu ferito da una lancia e morì prima di fare ritorno a Königsberg per le cure mediche. Si presume che il nobile lituano Vaišvilas sia caduto nel corso dello scontro.

## Perdite e conseguenze
Le fonti teutoniche sovrastimano le perdite lituane, sostenendo che da 1 000 a 5 500 uomini morirono per via delle ferite, del gelo e di inedia. Che tali numeri siano stati esagerati lo dimostrano le diverse robuste campagne militari lituane nello stesso anno: un'incursione a Ortelsburg (Szczytno), grandi progressi nelle guerre di Galizia-Volinia e la seconda spedizione a Mosca. Anche i cavalieri teutonici, dal conto loro, subirono pesanti perdite: molti degli ufficiali non fecero ritorno in Prussia, inclusi il maresciallo e due commendatori. Il fatto che la vittoria non sia stata mai in dubbio come riportano le fonti cristiane è supportato dalla leggenda locale di Hans von Sagan. Questo apprendista ciabattino, in maniera assolutamente coraggiosa e mentre i lituani sembravano prendere il sopravvento, guidò una feroce carica dei teutonici, spronandoli a combattere e sopraffare il nemico portando la bandiera, nonostante la morte del maresciallo: grazie a lui, si riuscì a prevalere.
La vittoria fu attribuita alla Vergine Maria e, in suo onore, von Kniprode istituì il convento degli Agostiniani a Heiligenbeil (Mamonovo). Si trattò dell'ultimo scontro di grande portata del XIV secolo in cui i lituani cercarono di insediarsi nello Stato monastico.